# Партолон
Партолон — предводитель первого из мифических племён, правивших Ирландией (см. Ирландская мифология). Имя Партолон не ирландского происхождения, оно происходит от искажённого имени Варфоломей, которое значит «сын того, кто останавливает воды» (воды потопа). Арамейское имя, означающее «сын вспаханной земли», и еврейское имя, означающее «сын сына радости». 

## Прибытие Партолона в Ирландию
Партолон пришёл в ирландскую землю после великого потопа, а с ним пришло и много народа из его земель. Предполагается, что этот народ приплыл с запада, где ирландцы помещали волшебную страну, Остров Живых, то есть Остров Блаженных. Примечательно, что отца Партолона звали Сера, что может значить именно запад.

## Деятельность племени Партолона
Когда Партолон и его народ пришли в Ирландию, там была только одна равнина, Сен Маг («старая равнина»), три озера и девять рек. Племя Партолона добавило ещё семь озёр. О создании одного из них, Лох Рудрайге, существует легенда, согласно которой для умершего сына Партолона, Рудрайге, выкопали могилу, но на её дне забил источник, наполнивший яму водой, и вскоре на этом месте разлилось озеро. Поднимая целину и занимаясь благоустройством Ирландии, народ Партолона создал ещё три равнины.
Во времена Партолона многие вещи происходили впервые. Так его жена совершила первую супружескую измену в истории страны. Обнаруживший это муж убил в гневе незаконнорожденого ребёнка, и это было первым проявлением ревности в Ирландии. Оправдываясь перед мужем, жена Партолона обвинила его в случившемся. Она заявила, что «оставлять одно с другим всегда опасно», имея в виду мужчину и женщину (супруг уехал на рыбалку, оставив жену наедине со своим слугой). Так в Ирландии прозвучали слова первого приговора, названного «Правом жены Партолона». Также племя Партолона изобрело рыбную ловлю, охоту и земледелие, построило первое жилище и гостиницу, создало первый котелок и изобрело пивоварение.
При Партолоне же случилась первая в истории страны битва с фоморами, которая длилась семь дней и в которой жители Ирландии одержали победу над враждебным племенем.

## Последние дни племени Партолона
Спустя триста лет после победы над силами зла, фоморами, 1 мая (Белтейн) случилось странное, необъяснимое поветрие: неизвестная болезнь уносила жизни одного партолонца за другим. Понимая неизбежность своей судьбы, ирландцы собрались все вместе на равнине Сен Маг, чтобы живым было легче хоронить умерших. За семь дней болезнь унесла с собой жизнь всего племени Партолона: пять тысяч мужчин и четыре тысячи женщин. Единственным выжившим легенда называет Туана мак Карелла, племянника Партолона.
Считается что холм, именуемый на картах Таллахт, располагающийся в окрестностях Дублина, известный в старину под названием Тамлехт Муинтре Партолайн (чумная могила племени Партолона) — то самое место погребения легендарного племени.